# Vision of Disorder
I Vision of Disorder, spesso abbreviato in VOD sono una band hardcore punk/alternative metal di Long Island, appartenente alla scena hardcore locale. Il loro hardcore punk con influssi thrash metal e la loro attività in campo sociale gli hanno procurato un notevole seguito nella scena underground.

## Storia del gruppo
I chitarristi Matt Baumbach e Mike Kennedy hanno formato la band nel 1992 insieme al cantante Tim Williams al batterista Brendon Cohen ed al bassista Mike Fleischmann. Fleischmann ha lasciato la band poco dopo la formazione e gli altri componenti hanno optato per suonare per un po' senza un bassista. Fleischmann è più tardi ritornato nel gruppo e il quintetto ha pubblicato una serie di demo e canzoni su compilation ed il loro primo EP, Still, per la Togetherness Records nel 1996.
Mentre registravano l'EP, la band è stata invitata a partecipare al N.Y.H.C., un documentario sulla scena hardcore di New York. Gli è stata fatta un'intervista approfondita e sono stati registrati due video live; uno a Newark, in New Jersey e l'altro nella loro casa di Northport, Long Island. Still gli ha procurato un seguito sulla scena underground piuttosto forte, particolarmente all'interno della comunità hardcore di Long Island. Questo fu sufficiente al gruppo per ottenere un contratto con un'etichetta sussidiaria della Roadrunner Records, la Supersoul, con la quale hanno inciso il primo omonimo disco che fu accolto positivamente per la sua miscela di suoni innovativi costruiti su radici tradizionali hardcore.
L'album Imprint (pubblicato su Roadrunner Records), ha seguito l'omonimo album di due anni prima. Questo album ha ricevuto diversi parerii: alcuni vecchi fan dei VOD criticarono la loro nuova direzione creativa, mentre altri lo considerano come un maturazione.
Continuando il loro desiderio di esplorare le loro capacità musicali, i Vision of Disorder hanno pubblicato il loro album più influenzato dal rock, From Bliss a Devastation, pubblicato su TVT Records nel 2001, contenente anche pezzi che si rifanno a gruppi grunge come Soundgarden e Alice in Chains che i fan non amarono molto; anche per questo fu un fallimento commerciale.
Evidentemente frustrati da una mancanza di supporto  sia da parte dei fan che dalla Roadrunner e dalla TVT Records, i Vision di Disorder hanno deciso di sciogliersi.
Il cantante Williams e il chitarrista Kennedy hanno formato la band metalcore Bloodsimple. Nel 2006 la band si è riunita per suonare al Super Bowl di Hardcore a Manhattan.
La band si è riunita definitivamente nel 2008.

## Formazione

### Formazione attuale
- Tim Williams - voce (1992–2002, 2006, 2008–presente)
- Mike Kennedy - chitarra (1992–2002, 2006, 2008–presente)
- Mike Fleischmann - basso (1992–2002, 2006, 2008–presente)
- Brendon Cohen - batteria (1992–2002, 2006, 2008–presente)

### Ex componenti
- Matt Baumbach - chitarra (1992-2002, 2006, 2008-2013)

## Discografia

### Album in studio
- 1996 - Vision of Disorder
- 1998 - Imprint
- 1999 - For the Bleeders
- 2001 - From Bliss to Devastation
- 2012 - The Cursed Remain Cursed
- 2015 - Razed to the Ground

### Album dal vivo
- 1995 - Vision of Disorder Live on WUSB Riptide Radio

### Split
- 1994 - Vision of Disorder/Loyal to None Split
- 1994 - Vision of Disorder/Loyal to None Live on WUSB Riptide Radio
- 1997 - Vision of Disorder/Nanchaku Split
- 1999 - Landslide/Twelve Steps To Nothing
- 1999 - What You Are/Jada Bloom

### Demo
- 1993 - Demo!
- 1995 - Demo 95
- 2001 - From Bliss To Devastation 2-Song Sampler
- 2001 - From Bliss To Devastation Demos

### EP
- 1995 - Still
- 1998 - Resurrecting Reality
- 1998 - Imprint/Choke

## Videografia

### DVD
- 2008 - Dead in New York